# James Glaisher
James Glaisher (1809-1903) va ser un astrònom anglès conegut per les seves ascensions amb globus per verificar les constants metereològiques de l'atmosfera a les altures.

## Vida i Obra
Fill d'un rellotger de Londres, Glaisher va ser assistent del Observatori Astronòmic de Cambridge de 1833 a 1835, abans de traslladar-se al Observatori Reial de Greenwich, en el qual va ser superintendent del departament de Metereologia i Magnetisme durant trenta-quatre anys.
El 1845, Glaisher va publicar les seves taules de gelada, per mesurar la humitat. Va ser escollit fellow de la Royal Society el juny de 1849.
Va ser membre fundador de la Royal Meteorological Society (1850), la qual va presidir de 1867 a 1868, i de la Royal Aeronautical Society (1866). També va ser membre de The Photographic Society, la qual va presidir de 1869 a 1874 i de 1875 a 1892.
Glaisher és recordat, sobre tot, com pioner de les pujades científiques amb globus. Entre 1862 i 1866, amb l'expert navegant aeri Henry Coxwell i el seu copilot, Glaisher va fer nombroses ascensions, fins alçades de gairebé 9.000 metres, per mesurar la humitat i la temperatura de l'atmosfera en aquestes alçades.